# Буди-Пшитоцькі
Буди-Пшитоцькі (пол. Budy Przytockie) — село в Польщі, у гміні Калушин Мінського повіту Мазовецького воєводства. Населення — 126 осіб (2011).
У 1975-1998 роках село належало до Седлецького воєводства.

## Демографія
Демографічна структура станом на 31 березня 2011 року:
|          | Загалом | Допрацездатний вік | Працездатний вік | Постпрацездатний вік |
| -------- | ------- | ------------------ | ---------------- | -------------------- |
| Чоловіки | 64      | 12                 | 45               | 7                    |
| Жінки    | 62      | 7                  | 35               | 20                   |
| Разом    | 126     | 19                 | 80               | 27                   |